# Grünbächle
Das Grünbächle ist ein knapp 1,1 km langer Bach des Südschwarzwaldes im baden-württembergischen Landkreis Lörrach. Er entspringt am Südwesthang des Hasenhorns und mündet in Schlechtnau in die Wiese. Sein gesamter Lauf liegt auf der Gemarkung Schlechtnau der Stadt Todtnau.

## Geographie

### Verlauf
Das Grünbächle entspringt am Südwesthang des Hasenhorns im Naturschutzgebiet Gletscherkessel Präg auf etwa 875 m ü. NHN. Es fließt in weitgehend westlicher Richtung bis zum Ortsrand von Schlechtnau durch sein bewaldetes Tal, unterquert erstmals die Schlechtnauer Bergstraße, die sich in zwei Serpentinen zum Ostrand von Schlechtnaus Wohnbebauung durch den Ort schlängelt. Nach der ersten Unterquerung biegt der Lauf des Grünbächles nach Nordwesten ab, unterquert dann die Bergstraße ein weiteres Mal, fließt durch das Gewann Brunnenmatt und unterquert ein letztes Mal die Bergstraße und gleich darauf die parallel verlaufende Hauptstraße. Danach biegt das Grünbächle im beinahe rechten Winkel nach Südwesten ab, fließt unter der Bundesstraße 317 hindurch und mündet kurz danach auf etwa 608 m ü. NHN von links und Nordosten in die Wiese.
Der etwa 1,1 km lange Lauf des Grünbächles endet knapp 270 Höhenmeter unterhalb seiner Quelle, er hat somit ein mittleres Sohlgefälle von etwa 25 %.

### Einzugsgebiet
Das naturräumlich zum Südschwarzwald gehörende Einzugsgebiet ist gut 0,9 km² groß und liegt vollständig im Gemeindegebiet der Stadt Todtnau. Der höchste Punkt des Einzugsgebiets liegt im Osten auf dem Gipfel des Hasenhorns auf 1155,8 m ü. NHN. 
Die Einzugsgebiete der folgenden Nachbargewässer grenzen an:
- Im Norden entwässert ein namenloser Wiesenauenbach (etwa 330 m lang, entspringt auf etwa 875 m ü. NHN, mündet auf ca. 609 m ü. NHN) direkt oberhalb des Grünbächles in die Wiese;
- im Nordosten grenzt das Einzugsgebiet des Seltenbachs, der weiter oberhalb in die Wiese mündet;
- im Osten und Südosten konkurriert der Gisibodenbach, der sich über den Prägbach in die Wiese ergießt;
- im Süden entwässert der Kastelbach direkt unterhalb in die Wiese.

### Zuflüsse
Auf der amtlichen Gewässerkarte ist lediglich ein namenloser Hangwaldzufluss verzeichnet, der auf etwa 685 m ü. NHN von links und Südosten in das Grünbächle mündet, rund 500 Meter lang ist und auf etwa 840 m ü. NHN entspringt. 

### Flusssystem Wiese
- Fließgewässer im Flusssystem Wiese